# Northumberland (Schiff, 1798)
Die Northumberland, auch HMS Northumberland, war ein nominell 74-Kanonen-Linienschiff 3. Ranges der Northumberland-Klasse der britischen Marine, das von 1798 bis 1850 in Dienst stand.

## Geschichte

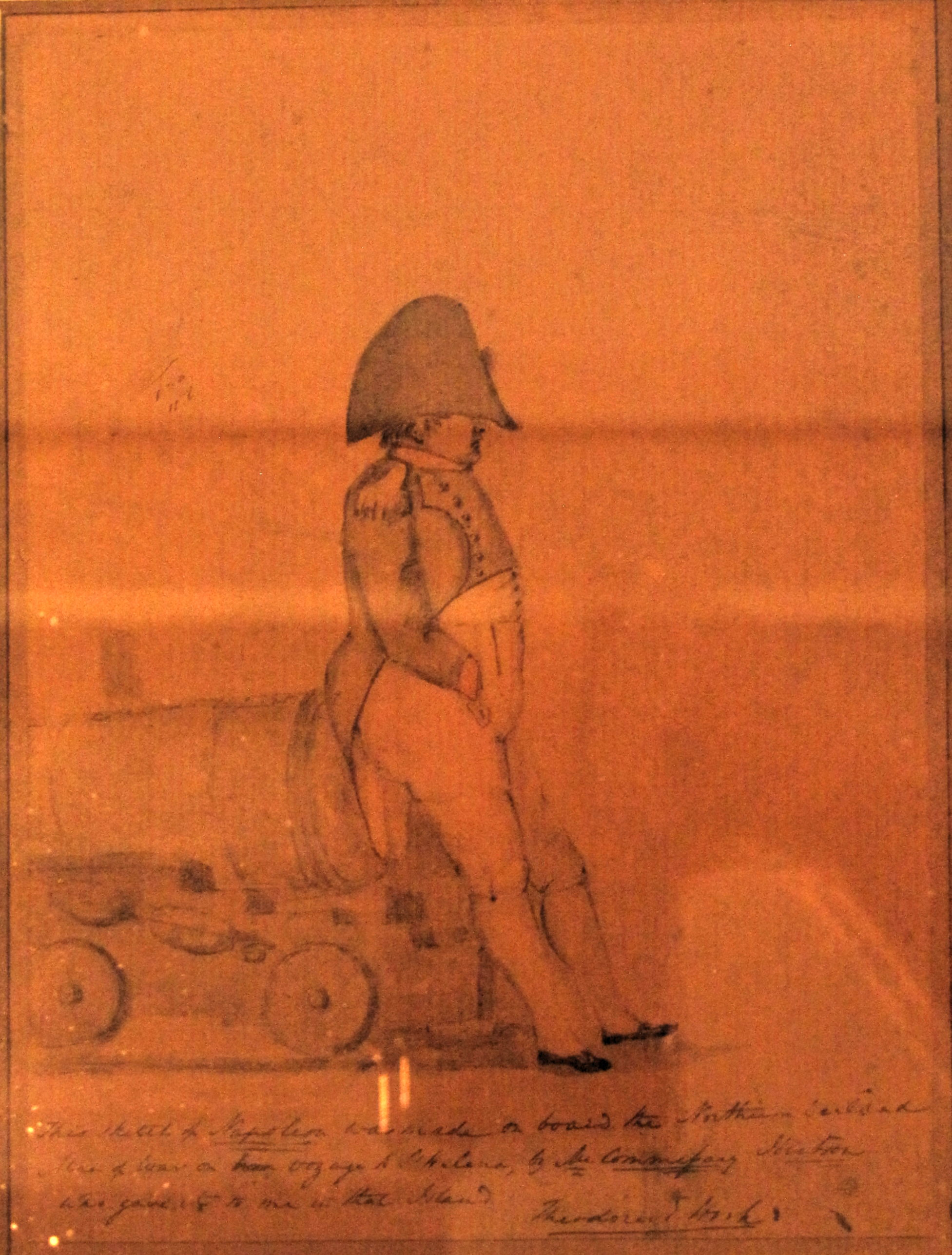
Napoléon auf dem Schiff nach St. Helena, Zeichnung von Denzil O. Ibbetson, an Bord der HMS Northumberland, 1815

Im Oktober 1795 fand die Kiellegung der HMS Northumberland, eines von zwei Schiffen ihrer Klasse statt. Der Stapellauf erfolgte am 2. Februar 1798.
Die Northumberland nahm an der Schlacht von San Domingo teil, wo sie beschädigt wurde und mit 21 Toten und 74 Verwundeten die größten Verluste aller englischen Schiffe während der Schlacht einstecken musste.
Am 22. November 1810 brachte sie, in Begleitung der HMS Armada, das französische Kaperschiff, die Ketsch La Glaneuse auf. 
Im Februar 1827 kehrte sie schließlich nach Deptford zurück und wurde zu einem Hulk umfunktioniert. 1850 wurde das Schiff abgewrackt.

## Trivia
Die Northumberland  wurde dadurch bekannt, dass sie Napoleon Bonaparte ins Exil auf die St. Helena-Inseln brachte. Napoleon begab sich am 15. Juli 1815 auf die HMS Bellerophon von Captain Frederick Maitland und wurde nach Plymouth gebracht, um von dort aus die Reise nach St. Helena anzutreten. Da es Bedenken wegen des altersmäßigen Zustandes der Bellerophon gab, wurde stattdessen die HMS Northumberland für die Reise bestimmt.